# جورج جيرو
جورج جيرو (بالفرنسية: Georges Giraud)‏ هو رياضياتي فرنسي، ولد في 11 يوليو 1889 في سانت إتيان في فرنسا، وتوفي في 16 مارس 1943 في Bonny-sur-Loire ‏ في فرنسا.